# Osteopilus septentrionalis
Az Osteopilus septentrionalis a kétéltűek (Amphibia) osztályának békák (Anura) rendjébe és a levelibéka-félék (Hylidae) családjába tartozó faj.

## Előfordulása
Az Osteopilus septentrionalis Kubában, a Bahama-szigeteken és az Amerikai Egyesült Államokbeli Florida állam környékén őshonos.

## Megjelenése

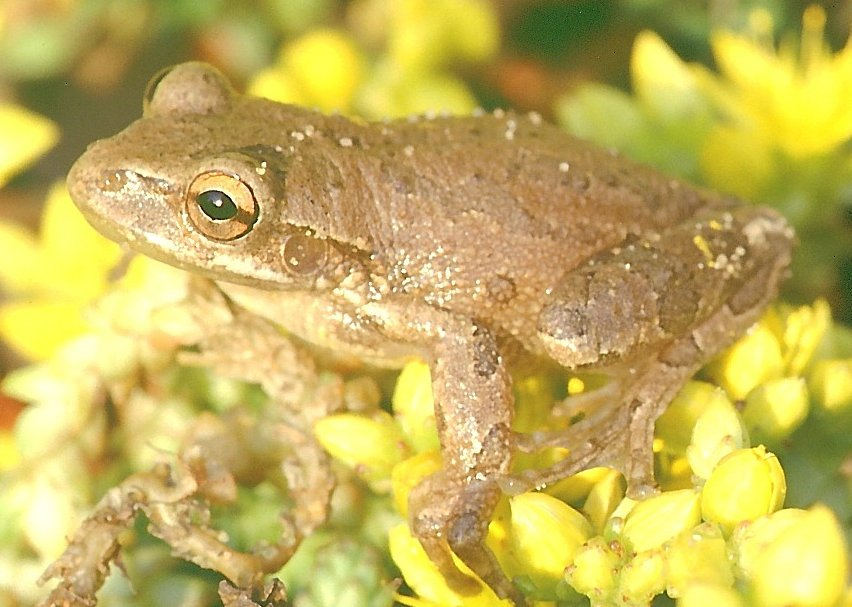
A béka egy kivirágzott fán

A 10-14 centiméter hosszú nőstény nagyobb, mint a hím. A hím annyira kisebb, hogy akár más fajnak vélhetnénk. A hím a párzási időszakban nászruhát ölt, bőre bronzfényű sötétbarnára változik. Az Osteopilus septentrionalis ujjai végén tapadókorongok láthatók, ezekkel kapaszkodva a levelibékák könnyedén ugrálnak egyik ágról vagy levélről a másikra. A mi zöld levelibékánk (Hyla arborea) tapadókorongjai meg sem közelítik az Osteopilus septentrionalis hatalmas, kerekded „papucsait”. Főként a nőstény ujjain feltűnőek ezek a hatalmas korongok, s ez azért érdekes, mert a nőstény viszonylag kevesebbet tartózkodik a fák ágai között, inkább az avarban vadászik. A kisebb és mozgékonyabb hím a legmagasabb dák koronájában is megtalálható. Színét képes változtatni, hogy minél jobban el tudjon rejtőzni a környezetében.

## Életmódja
Trópusi és szubtrópusi levelibéka-faj, amely a dús növényzetet kedveli. Az avarban és a fák lombkoronái között egyaránt fellelhető. Elsősorban az alkonyat beállta után indul zsákmány után. Nappal a fatörzsekhez lapulva, bokrok sűrűjében, pálmalevelek tövében pihen. Tápláléka nagy testű rovarok, például lepkék, hernyók, bogarak és sáskák; a nagyobb nőstény, akár apró gerinceseket is zsákmányolhat. Ha nagy a falat, azt a mellső lábával gyömöszöli a szájába. Csak akkor veti rá magát az áldozatra, ha az megmozdul. A nyugodtan üldögélő lepke teljes biztonságban van. Azonban elég a csáp legkisebb mozdulata is ahhoz, hogy az Osteopilus septentrionalis a kilökhető nyelvének egyetlen gyors mozdulatával elkapja áldozatát.